# Герб Столбцов
Герб Столбцов (бел. Герб Стоўбцаў) — официальный геральдический символ города Столбцы и Столбцовского района Минской области Республики Беларусь. Утверждён в 2006 году.

## Описание
Герб города Столбцы и Столбцовского района представляет собой испанский щит, в золотом поле которого размещён «столб» голубого цвета с изображением серебряной витины в центре

## Символика
Столб по форме символизирует название города. Малые парусники, витины, составляли основу речного флота, который доставлял грузы по судоходной реке в порты соседних земель и государств. Витины строились преимущественно в местечках Столбцы и Свержень.
Голубой цвет на гербе символизирует реку Неман, которая с древнего времени являлась крупной транспортной артерией Восточной Европы и определила развитие города Столбцы и населенных пунктов района.

## История
Город Столбцы получил магдебургское право в 1729 году, однако данные об историческом гербе отсутствуют. Проект герба и флага города Столбцы и Столбцовского района одобрен решением Столбцовского районного Совета депутатов  от 30 января 2004 года № 38 «О проекте герба и флага города Столбцы и Столбцовского района». Герб утверждён Указом президента Республики Беларусь № 691 от 20 ноября 2006 года.

## Использование
Герб города Столбцы и Столбцовского района — собственность Столбцовского района, правом распоряжения которой обладает Столбцовский районный исполнительный комитет.
Изображение герба города Столбцы и Столбцовского района размещается на зданиях, в которых расположены органы местного управления и самоуправления города Столбцы и Столбцовского района, а также в помещениях заседаний этих органов и в служебных кабинетах их руководителей.
Герб города Столбцы района может размещаться в тех местах города Столбцы и Столбцовского района, где в соответствии с законодательством предусматривается размещение изображения Государственного герба Республики Беларусь. При одновременном размещении Государственного герба Республики Беларусь, герба города Столбцы и Столбцовского района и других гербов их расположение определяется в соответствии с Законом Республики Беларусь от 5 июля 2004 года «О государственных символах Республики Беларусь» (Национальный реестр правовых актов Республики Беларусь, 2004 г., № 111, 2/1050).